# Platyla foliniana
Platyla foliniana é uma espécie de gastrópode da família Aciculidae.
Pode ser encontrada nos seguintes países: França e Itália.
Os seus habitats naturais são: florestas temperadas.
Está ameaçada por perda de habitat.